# فرماندهی شمالی اسرائیل
فرماندهی شمالی اسرائیل (عبری: פִּקּוּד צָפוֹן‎) یا پاتزان سپاه منطقه‌ای نیروهای دفاعی اسرائیل است، که وظیفه حفظ امنیت و دفاع از مرزهای شمالی این کشور با سوریه، اردن و لبنان را برعهده دارد و مسئول کلیه واحدها و یگان‌های مستقر در بین کوه هرمون و نتانیا است.
فرماندهی شمالی در سال ۱۹۴۸ تأسیس شد. قرارگاه فرماندهی شمالی در شهر صفد مستقر است. اکنون سرلشکر رافی میلو به‌عنوان فرمانده ستاد فرماندهی شمالی فعالیت می‌کند. نشان شناسایی (لوگو) فرماندهی شمالی تصویر یک گوزن زرد ایرانی است.

## تاریخچه
در طول جنگ‌های دهه‌های ۱۹۶۰ و ۱۹۷۰، فرماندهی شمالی مسئول عملیات علیه سوریه در ارتفاعات جولان و مرز لبنان بود. در طول دهه‌های ۱۹۷۰ و ۱۹۸۰، این فرماندهی عمدتاً با حملات سازمان آزادی‌بخش فلسطین مواجه بود که پس از سپتامبر سیاه به جنوب لبنان رانده شد. با شروع جنگ ۱۹۸۲ لبنان، فرماندهی شمالی با حملات حزب‌الله، یک گروه شبه‌نظامی لبنانی که در سال ۱۹۸۲ برای مبارزه با اشغال جنوب لبنان توسط اسرائیل تأسیس شد، مواجه گردید.
سازمان فرماندهی منطقه‌ای شمالی در اوایل دهه ۱۹۹۰ از یک لشکر زرهی فعال و یک تیپ مکانیزه؛ سه تا چهار لشکر ذخیره؛ چهار تا پنج تیپ مکانیزه و پیاده‌نظام ذخیره و چهار تا پنج تیپ پیاده‌نظام منطقه‌ای تشکیل می‌شد.
در طول سال ۲۰۰۰ فرماندهی شمالی عملیات عقب‌نشینی خود را از منطقه امنیتی در جنوب لبنان تکمیل کرد و یگان‌های آن در امتداد مرز تحت تحریم سازمان ملل متحد مستقر شدند. اگرچه عقب‌نشینی اسرائیل از جنوب لبنان با تأیید سازمان ملل متحد انجام شد، اما در طول سال‌های بعد، حزب‌الله همچنان به حملات خود ادامه داد و این حملات، عمدتاً در منطقه مزارع شبعا در کوه هرمون انجام می‌گرفت، منطقه‌ای که توسط اسرائیل از سوریه اشغال شده است و حزب‌الله آن را به عنوان خاک لبنان ادعا می‌کند.

## فرماندهان
- موشه کارمل (۱۹۴۸–۱۹۴۹)
- یوسف آویدار (۱۹۴۹–۱۹۵۲)
- موشه دایان (۱۹۵۲)
- آصف سیمهونی (۱۹۵۲–۱۹۵۴)
- موشه زادوک (۱۹۵۴–۱۹۵۶)
- اسحاق رابین (۱۹۵۶–۱۹۵۹)
- میئر زوریا (۱۹۵۹–۱۹۶۲)
- آبراهام یوفه (۱۹۶۲–۱۹۶۴)
- داوید الازار (۱۹۶۴–۱۹۶۹)
- موردخای گور (۱۹۶۹–۱۹۷۲, ۱۹۷۴)
- اسحاق هوفی (۱۹۷۲–۱۹۷۴)
- رافائل ایتان (۱۹۷۴–۱۹۷۷)
- آویگدور بن-گال (۱۹۷۷–۱۹۸۱)
- امیر دروری (۱۹۸۱–۱۹۸۳)
- آوری اور (۱۹۸۳–۱۹۸۶)
- یوسی پلد (۱۹۸۶–۱۹۹۱)
- اسحاق مردخای (۱۹۹۱–۱۹۹۴)
- امیرام لوین (۱۹۹۴–۱۹۹۸)
- گبی اشکنازی (۱۹۹۸–۲۰۰۲)
- بنی گانتس (۲۰۰۲–۲۰۰۵)
- یودی آدام (۲۰۰۵–۲۰۰۶)
- گادی آیزنکوت (۲۰۰۶–۲۰۱۱)
- یائیر گولان (۲۰۱۱–۲۰۱۴)[۲]
- آویو کوخاوی (۲۰۱۴–۲۰۱۷)[۳]
- یوئل استریک (۲۰۱۷–۲۰۱۹)[۴]
- امیر بارام (۲۰۱۹–۲۰۲۲)
- اوری گوردین (۲۰۲۲–۲۰۲۵)[۵]
- رافی میلو (۲۰۲۵–)[۶]